# Гірські ліси Книсни та Аматоле
Гірські ліси Книсни та Аматоле (ідентифікатор WWF: AT0115) — афротропічний екорегіон тропічних та субтропічних вологих широколистяних лісів, розташований на півдні Південно-Африканської Республіки.

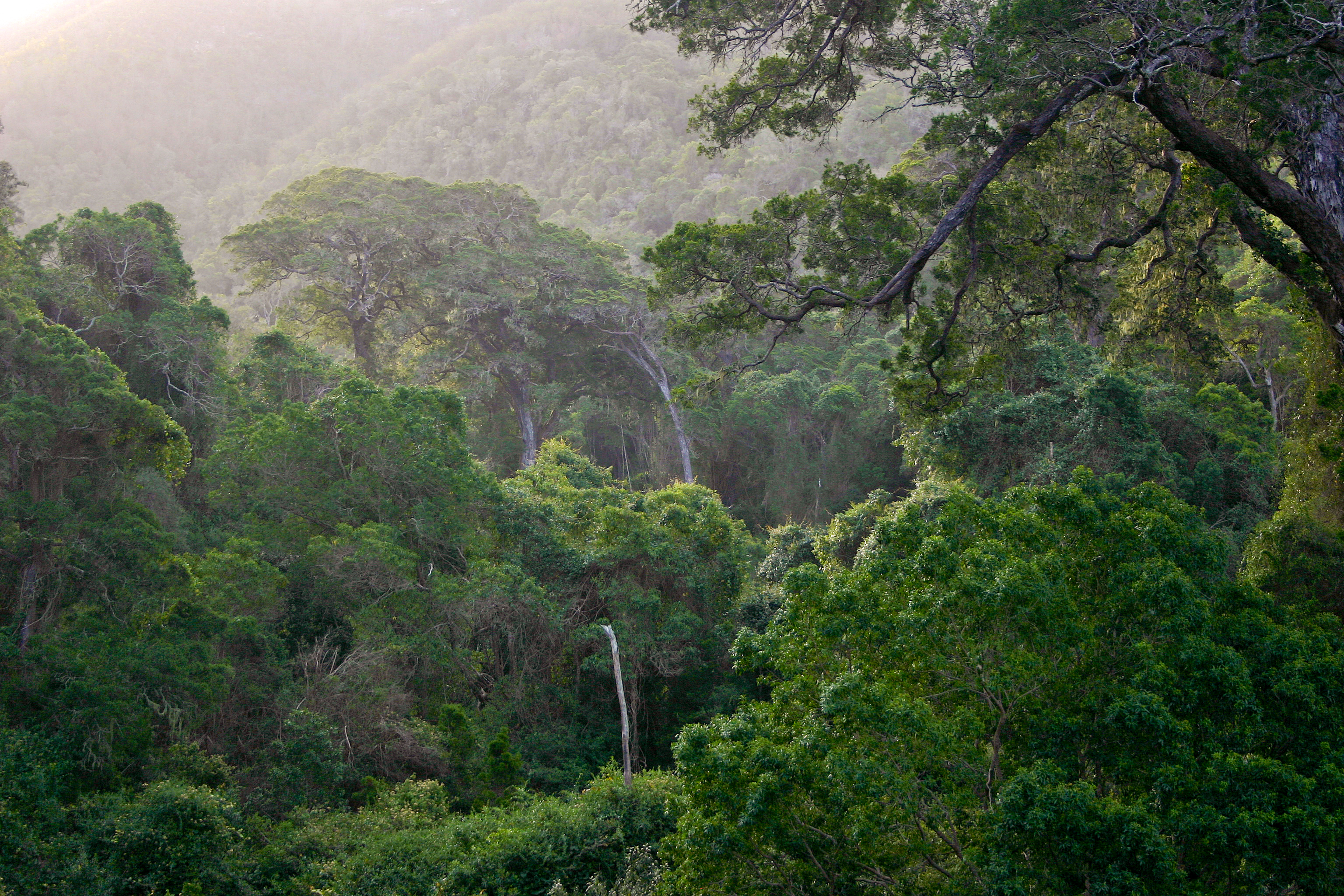
Ліси Книсни

## Географія
Екорегіон гірських лісів Книсни та Аматоле, розташований на південному сході Західнокапської провінції та на південному заході Східнокапської провінції, є найменшим екорегіоном Південно-Африканської Республіки. Він включає дві найпівденніші ділянки афромонтанських лісів в Африці: ліси Книсни площею 568 км² та Аматольські ліси площею 405 км².
Ліси Книсни поширені в регіоні Садового маршруту, на пологих південних схилах гір Утеніква та Ціцікамма, що спускаються до узбережжя Індійського океану, на 34° пд.ш. та між 22° і 25° сх.д. Аматольські ліси поширені в горах Аматоле, розташованих далі від узбережжя, за 400 км на схід від лісів Книсни, на 32,7° пд.ш. та 27,2° сх.д. З геологічної точки зору основу регіону Книсни складають кварцити, сланці, кристалічні сланці, конгломерати та дюнні піски, а основу гір Аматоле — сланці, пісковики, аргіліти та долерити. Ґрунти лісів регіону, як правило, кислі та бідні на поживні речовини. Ліси Книсни ростуть на висоті від 5 до 1220 м над рівнем моря, в середньому на висоті 240 м над рівнем моря, а ліси Аматоле — на висоті від 700 до 1250 м над рівнем моря, в середньому на висоті 1000 м над рівнем моря.
Ліси Книсни в Капських горах на півночі переходять у гірський фінбош та реностервельд, а в прибережних районах — у низинний фінбош та реностервельд. Аматольські ліси переважно оточені екорегіоном луків, рідколісь та лісів Драконових гір.

## Клімат
В горах екорегіону переважає помірний морський клімат (Cfb за класифікацією кліматів Кеппена). Середня максимальна температура в лісах Книсни становить 23,8 °C, а середня мінімальна температура — 18,2 °C. В лісах Аматоле ці показники становлять 19,7 °C та 8,9 °C відповідно. Середньорічна кількість опадів також різниться між двома частинами регіону: в лісах Книсни вона коливається від 525 до 1220 мм, а в лісах Аматоле — від 750 до 1500 мм. Дощі в екорегіоні йдуть протягом всього року, з піками на початку та наприкінці літа. Здається, що кількість опадів є основним екологічним фактором, що обмежує площу лісів регіону, оскільки ліс не може рости в районах, де середньорічна кількість опадів становить менше 500 мм.

## Флора
Рослинний покрив екорегіону представлений високими, густими афропомірними лісами. Лісовий намет в них сформований переплетінням крон найвищих дерев, середній ярус представлений багатостовбурними деревами середнього розміру, а в підліску ростуть кущі, трав'янисті рослини та папороті. Дерева вкриті численними ліанами та епіфітами, такими як розчепірені баранці (Phlegmariurus squarrosus) та різні види уснеї (Usnea spp.).
Більшість дерев в лісах регіону мають тропічне походження, хоча деякі капські види, зокрема трилисті плоскогребні (Platylophus trifoliatus) та капські червоні вільхи (Cunonia capensis), також є досить поширеними. Серед найпоширеніших дерев, що складають основу лісів Книсни та Аматоле, слід відзначити капську маслину (Olea capensis), чорне смердюче дерево (Ocotea bullata), звичайний афрокарпус (Afrocarpus falcatus), широколистий ногоплідник (Podocarpus latifolius), африканський падуб (Ilex mitis), африканську білу грушу (Apodytes dimidiata), капський бук (Myrsine melanophloeos), капське шафранове дерево (Cassine peragua), капський платан (Ochna arborea), ассегаєве дерево (Curtisia dentata) та дерево камассі (Gonioma kamassi). В підліску цих лісів поширені буйволові гранати (Burchellia bubalina), чорні чарівні горіхи (Trichocladus crinitus), шкірястолисті папороті (Rumohra adiantiformis) та різні види стрептокарпусів (Streptocarpus spp.).
Хоча межі поширення лісів визначаються насамперед кліматичними факторами, на їх розподіл також впливають пожежі. Лісові види часто вторгаються в сусідній фінбош, якщо фактор пожеж буде виключеним. Вважається, що окремі ділянки фінбошу у лісах Книсни утворилися внаслідок розширення лісу, яке відбулося після завершення останнього льодовикового періоду. Дослідження показало, що в лісах Книсни та Аматоле зустрічається деревне вугілля, що свідчить про те, що ці ліси іноді горять, однак режим вогню в регіоні є недостатньо дослідженим.

## Фауна
У XVIII-XIX століттях прибережними рівнинами Книсни та південними схилами Капських гір бродили найпівденніші в Африці стада африканських саванних слонів (Loxodonta africana) та африканських буйволів (Syncerus caffer). Вони ховалися в лісах від полювання, знищення природного середовища та розширення ферм, однак зрештою ці стада зникли внаслідок втручання людини. Останній буйвол був застрелений у 1883 році, а з приблизно 500 слонів Книсни, що жили в лісах регіону у 1860-х роках, до 1920 року залишилось лише 12. У 1970 році це число становило десять, до 1990 року залишилось лише чотири слони, а у 2019 році в регіоні залишилася лише одна стара самиця, останній представник популяції. Спроби поповнити чисельність слонів шляхом інтродукції зазнали невдачі, ймовірно, тому, що низька якість їжі в лісах змушувала прибульців покидати їх у пошуках кращого корму, часто на сусідніх фермах. Невідповідна якість лісового корму також може пояснити низьку репродуктивну здатність слонів і падіння чисельності популяції в 1970-х роках. Присутність людини в навколишньому ландшафті не дозволяла лісовим слонам сезонно мігрувати до інших місць в пошуках поживнішого корму, як це робили колись їхні предки. Викорінення слонів, безсумнівно, змінило природні процеси в екосистемі регіону, оскільки слони колись робили прогалини в лісах, знищуючи дерева певних видів.
Серед ссавців, що продовжують мешкати в лісах екорегіону, слід відзначити південного бушбока (Tragelaphus sylvaticus), блакитного дуїкера (Philantomba monticola), чагарникову свиню (Potamochoerus larvatus), ведмежого павіана (Papio ursinus), блакитну мартишку (Cercopithecus mitis), південноафриканського деревного дамана (Dendrohyrax arboreus) та велетенського златокрота (Chrysospalax trevelyani), а також майже ендемічних златокротів Даті (Chlorotalpa duthieae) та довгохвостих лісових землерийок (Myosorex longicaudatus). Найбільшим хижаком Книсни є африканський леопард (Panthera pardus pardus). Його різноманітний раціон включає як великих тварин, таких як бушбоки, павіани та свині, так і дрібних гризунів. Однак нещодавні дослідження не змогли знайти доказів існування леопардів у лісах Аматоле, що вказує на те, що вони тут, ймовірно, вимерли. Серед інших хижаків екорегіону слід відзначити звичайного каракала (Caracal caracal), медоїда (Mellivora capensis) та тигрову генету (Genetta tigrina).
Серед поширених в екорегіоні птахів слід відзначити жовтогрудого дідрика (Chrysococcyx cupreus), червоноволу зозулю (Cuculus solitarius), червоногруду маріку (Cinnyris afer), попелясту мухоловку (Muscicapa caerulescens), білоокого бюльбюля (Andropadus importunus), лісового ткачика (Ploceus bicolor) та білолобу горлицю (Turtur tympanistria). Серед хижих птахів, що зустрічаються в регіоні, слід відзначити вінценосного орла (Stephanoaetus coronatus), африканську сову-лісовика (Strix woodfordii) та майже ендемічного південного канюка (Buteo trizonatus). Іншими майже ендемічними представниками екорегіону є турако-книсни (Tauraco corythaix), капські куцокрили (Bradypterus sylvaticus), натальські дятлики (Campethera notata), рудогузі золотокоси (Cossypha dichroa), лісові щедрики (Crithagra scotops) та капські папуги-довгокрили (Poicephalus robustus).
Серед поширених в екорегіоні плазунів слід відзначити африканського бумсланга (Dispholidus typus), звичайну буру водяну змію (Lycodonomorphus rufulus), оливкову хатню змію (Lycodonomorphus inornatus) та ендемічного книсненського карликового хамелеона (Bradypodion damaranum). Ендеміками екорегіону також є кілька видів амфібій. В лісах Книсни мешкають ендемічні книсненські бананівки (Afrixalus knysnae), королівські жаби-привиди (Heleophryne regis) та чорні дощові жаби (Breviceps fuscus), а в лісах Аматоле — аматольські жаби (Vandijkophrynus amatolicus) та хогсбекські жаби (Anhydrophryne rattrayi).

## Збереження
Оцінка 2017 року показала, що 653 км², або 32 % екорегіону, є заповідними територіями. Природоохоронні території включають: Національний парк Гарден-Рут, Природний заповідник Форт-Фордайс та Природний заповідник Мпофу.